# Puerto Sanchez Airport
Puerto Sanchez Airport är en flygplats i Chile.   Den ligger i provinsen Provincia General Carrera och regionen Región de Aisén, i den södra delen av landet, 1 500 km söder om huvudstaden Santiago de Chile. Puerto Sanchez Airport ligger 207 meter över havet. Den ligger vid sjön Lago Buenos Aires.
Terrängen runt Puerto Sanchez Airport är varierad. Trakten runt Puerto Sanchez Airport är nära nog obefolkad, med mindre än två invånare per kvadratkilometer.. Närmaste större samhälle är Puerto Rio Tranquilo, 7,7 km sydväst om Puerto Sanchez Airport.